# Cattedrali in Armenia
Questa è una lista di cattedrali in Armenia.

## Chiesa apostolica armena
| Cattedrale                 | Arcidiocesi o Diocesi  | Località     | Dedicazione               | Immagine |
| -------------------------- | ---------------------- | ------------ | ------------------------- | -------- |
| Cattedrale di Erevan       | Patriarcato di Ararat  | Erevan       | San Sarkis                |          |
| Cattedrale di Gyumri       | Diocesi di Shirak      | Gyumri       | Maria                     |          |
| Cattedrale di Vanadzor     | Diocesi di Gougark     | Vanadzor     | San Gregorio di Narek     |          |
| Cattedrale di Ijevan       | Diocesi di Tavush      | Ijevan       | Narsete il Grande         |          |
| Cattedrale di Echmiadzin   | Diocesi di Armavir     | Echmiadzin   | Maria                     |          |
| Cattedrale di Oshakan      | Diocesi di Aragatsotn  | Oshakan      | Mesrop Mashtots           |          |
| Cattedrale di Yeghegnadzor | Diocesi di Vayots Dzor | Yeghegnadzor | Maria                     |          |
| Cattedrale di Goris        | Diocesi di Syunik      | Goris        | San Gregorio Illuminatore |          |
| Cattedrale di Gavar        | Diocesi di Eznik       | Gavar        | Maria                     |          |
| Monastero Kecharis         | Diocesi di Kotayk      | Tsaghkadzor  |                           |          |

## Chiesa cattolica di rito armeno
| Cattedrale                   | Diocesi                                  | Città  | Immagine |
| ---------------------------- | ---------------------------------------- | ------ | -------- |
| Cattedrale dei Santi Martiri | Ordinariato armeno dell'Europa orientale | Gyumri |          |